# Liv AlUla Jayco
El Liv AlUla Jayco (código UCI: LAJ) es un equipo ciclista femenino profesional australiano de categoría UCI Women's WorldTeam, máxima categoría femenina del ciclismo en ruta a nivel mundial.

## Historia
El equipo surgió paralelamente al Orica GreenEDGE (equipo masculino) con la diferencia que este equipo recibió el apoyo especial de AIS: Australian Institute of Sport. Debido a ello al principio se llamó GreenEDGE-AIS -solamente GreenEDGE para el masculino- hasta que en la primera semana de mayo, concretamente desde el inicio del Giro de Italia 2012, entró Orica Limited como patrocinador pasándose a llamar Orica-AIS (el femenino) y Orica GreenEDGE (el masculino). También colaboran con el equipo una decena de patrocinadores secundarios y colaboradores.
Al igual que el masculino el equipo está integrado mayoritariamente por ciclistas de Australia, en su mayor parte rodadoras, con incorporaciones de ciclistas extranjeras de gran nivel para las carreras montañosas. En ese aspecto destacaron las incorporaciones de Judith Arndt y Claudia Hausler (2012), Emma Johansson (2013-2015) y Annemiek van Vleuten (2016). Otra característica es que suelen incorporar a veteranas australianas que destacan como amateurs pero no quisieron dar el salto a profesionales durante su juventud por motivos personales así Katrin Garfoot debutó con 32 años (en 2014) y Lizzie Williams y Chloe McConville lo hicieron con 31 y 27 años, respectivamente (en 2015); además, también suelen incorporar al equipo a otras australianas que fueron profesionales en América o Europa pero abandonaron el ciclismo profesional temporalmente por distintos motivos como los casos de Jessie McLean con 26 años (en 2012) y Rachel Neylan con 32 años (en 2015).
Siempre ha estado entre los 6 mejores equipos del mundo según el Ranking UCI y la Copa del Mundo -en gran parte gracias a sus incorporaciones foráneas-. Incluso en el 2013 se impusieron en el Ranking UCI.

## Equipación
| Orica GreenEDGE (2013) | Orica GreenEDGE (2014-2016) | Mitchelton-Scott (2018-2020) |

| Team BikeExchange (2021) | BikeExchange-Jayco (2022) | Team Jayco AlUla (2023) |

## Material ciclista
El equipo utiliza bicicletas Scott, componentes Shimano y equipamiento deportivo Giordana Sports.

## Sede
Su sede está en Adelaida (c/o Cycling Australia, PO Box 646, 5085 Enfield Plaza).

## Clasificaciones UCI
La Unión Ciclista Internacional elabora el Ranking UCI de clasificación de los ciclistas y equipos profesionales. La clasificación del equipo y de su ciclista más destacada son las siguientes:
| Año  | Clasificación por equipos | Mejor corredora en la clasificación individual | Posición |
| 2012 | 3.º                       | Judith Arndt                                   | 2.ª      |
| 2013 | 1.º                       | Emma Johansson                                 | 1.ª      |
| 2014 | 4.º                       | Emma Johansson                                 | 2.ª      |
| 2015 | 6.º                       | Emma Johansson                                 | 4.ª      |
| 2016 | 7.º                       | Annemiek van Vleuten                           | 13.ª     |
| 2017 | 3.º                       | Annemiek van Vleuten                           | 1.ª      |
| 2018 | 2.º                       | Annemiek van Vleuten                           | 1.ª      |
| 2019 | 3.º                       | Annemiek van Vleuten                           | 3.ª      |
| 2020 | 3.º                       | Annemiek van Vleuten                           | 3.ª      |

La Unión Ciclista Internacional también elabora el ranking de la Copa del Mundo de Ciclismo femenina de clasificación de los ciclistas y equipos profesionales en estas pruebas de un día. Desde 2016 fue sustituido por el UCI WorldTour Femenino en el que se incluyeron algunas pruebas por etapas. La clasificación del equipo y de su ciclista más destacada son las siguientes:
| Año  | Clasificación por equipos | Mejor corredora en la clasificación individual | Posición |
| 2012 | 2.º                       | Judith Arndt                                   | 2.ª      |
| 2013 | 2.º                       | Emma Johansson                                 | 2.ª      |
| 2014 | 6.º                       | Emma Johansson                                 | 2.ª      |
| 2015 | 6.º                       | Emma Johansson                                 | 12.ª     |

## Palmarés
Para años anteriores véase: Palmarés del Liv AlUla Jayco.

### Palmarés 2025

#### UCI WorldTour Femenino
| Fechas      | Carreras                      | Ganadora    |
| 27 de julio | 2.ª etapa del Tour de Francia | Mavi García |

#### UCI ProSeries
| Fechas | Carreras | Ganadora |

#### Calendario UCI Femenino
| Fechas | Carreras | Ganadora |

#### Campeonatos nacionales
| Fechas      | Carreras                        | Ganadora        |
| 12 de enero | Campeonato de Australia en Ruta | Lucinda Stewart |

## Plantillas
Para años anteriores, véase Plantillas del Liv AlUla Jayco

### Plantilla 2025
| Integrantes del equipo 2025 | Integrantes del equipo 2025 | Integrantes del equipo 2025                     | Integrantes del equipo 2025 |
| Corredor                    | Fecha de nacimiento         | Equipo previo                                   |                             |
| --------------------------- | --------------------------- | ----------------------------------------------- | --------------------------- |
| Caroline Andersson          | 29 de julio de 2001         | Liv Racing TeqFind (2023)                       |                             |
| Georgia Baker               | 21 de septiembre de 1994    | TIS Racing (2018)                               |                             |
| Mavi García                 | 2 de enero de 1984          | Liv Racing TeqFind (2023)                       |                             |
| Jeanne Korevaar             | 24 de septiembre de 1996    | Liv Racing TeqFind (2023)                       |                             |
| Amber Pate                  | 21 de abril de 1995         |                                                 |                             |
| Letizia Paternoster         | 22 de julio de 1999         | Trek-Segafredo (2022)                           |                             |
| Ruby Roseman-Gannon         | 8 de noviembre de 1998      | ARA-Pro Racing Sunshine Coast (2021)            |                             |
| Silke Smulders              | 1 de abril de 2001          | Liv Racing TeqFind (2023)                       |                             |
| Josie Talbot                | 9 de agosto de 1996         | Cofidis (2024)                                  |                             |
| Quinty Ton                  | 4 de agosto de 1998         | Liv Racing TeqFind (2023)                       |                             |
| Anna Trevisi                | 8 de mayo de 1992           | UAE Team ADQ (2023)                             |                             |
| Monica Trinca Colonel       | 21 de mayo de 1999          | Bepink-Bongioanni (2024)                        |                             |
| Amber van der Hulst         | 21 de septiembre de 1999    | Liv-AlUla-Jayco Women's Continental Team (2024) |                             |
| Ella Wyllie                 | 1 de septiembre de 2002     | Lifeplus Wahoo (2023)                           |                             |
|                             |                             |                                                 |                             |
| Fuente: ProCyclingStats     |                             |                                                 |                             |

## Ciclistas destacadas
| - Judith Arndt (2012) - Tiffany Cromwell (2012-2013) - Amy Cure (2013) - Annette Edmondson (2013-2014) - Gracie Elvin (2013-2016) - Katrin Garfoot (2015-2014) - Shara Gillow (2012-2014) - Claudia Hausler (2012) | - Melissa Hoskins (2012-2015) - Emma Johansson (2013-2015) - Rachel Neylan (2015-2016) - Valentina Scandolara (2014-2015) - Amanda Spratt (2012-2016) - Linda Villumsen (2012) - Annemiek van Vleuten (2016-2020) - Lizzie Williams (2015-2016) |

- En este listado se encuentran las ciclistas que hayan conseguido alguna victoria para el equipo.